# Bogdan Lobonț
Bogdan Ionuț Lobonț (n. Hunedoara, Rumania, 18 de enero de 1978) es un exfutbolista rumano. Su último equipo fue la AS Roma de la Serie A italiana.

## Trayectoria
Debutó en las filas del Corvinul Hunedoara. Posteriormente, Lobonț debutó en la Liga I de Rumania, el 2 de octubre de 1997 contra el Ceahlăul Piatra-Neamț, en un partido donde su equipo, el Rapid București, empató sin goles.
El 26 de noviembre de 2000 debutó con el Ajax Ámsterdam en la Eredivisie de los Países Bajos, en un partido donde perdió por 2 goles a 1 contra el FC Utrecht.
En enero de 2006, fue contratado por la AC Fiorentina, para reemplazar al lesionado guardameta Sébastien Frey.
Debutó en la Serie A de Italia con la AC Fiorentina, en un empate 0:0 contra el Udinese Calcio, el 29 de enero de 2006.
Tras el regreso de Frey, perdió la titularidad en su equipo y en la selección nacional, por lo que en el mercado de invierno de la temporada 2006-2007, firmó por el FC Dinamo București, para ayudar al club rumano a conquistar el campeonato de liga.
En 2009 fichó por el As roma donde no ha tenido protagonismo salvo en algunas ocasiones.

## Selección nacional
Debutó con la selección de fútbol de Rumania el 2 de septiembre de 1998, en un partido donde Rumania venció por 7:0 a la selección de fútbol de Liechtenstein.

## Clubes
| Club                  | País         | Año       | Partidos |
| --------------------- | ------------ | --------- | -------- |
| FC Corvinul Hunedoara | Rumania      | 1995-1997 | 40       |
| FC Rapid București    | Rumania      | 1997-2000 | 80       |
| FC Dinamo București   | Rumania      | 2000-2003 | 22       |
| Ajax Ámsterdam        | Países Bajos | 2003-2005 | 49       |
| ACF Fiorentina        | Italia       | 2005-2007 | 17       |
| FC Dinamo București   | Rumania      | 2007-2009 | 71       |
| AS Roma               | Italia       | 2009-2018 | 22       |

## Palmarés

### Campeonatos nacionales
| Título                        | Club                | País         | Año  |
| ----------------------------- | ------------------- | ------------ | ---- |
| Liga I                        | FC Steaua Bucuresti | Rumania      | 1997 |
| Liga I                        | FC Rapid București  | Rumania      | 1999 |
| Copa de los Países Bajos      | Ajax Ámsterdam      | Países Bajos | 2002 |
| Supercopa de los Países Bajos | Ajax Ámsterdam      | Países Bajos | 2002 |
| Eredivisie                    | Ajax Ámsterdam      | Países Bajos | 2002 |
| Eredivisie                    | Ajax Ámsterdam      | Países Bajos | 2004 |
| Supercopa de los Países Bajos | Ajax Ámsterdam      | Países Bajos | 2005 |
| Liga I                        | FC Dinamo București | Rumanía      | 2007 |